# 伯牙吊子期
伯牙吊子期作为古琴曲最早记载是在明代的《西麓堂琴统》中。在之后的嘉靖十八年朱厚爝辑录的《风宣玄品》也有关于该琴曲和琴歌的记载。

## 題解
為先秦时代伯牙和子期的故事，《西麓堂琴统》載“俞端夜遇钟期于清江岸侧，结友而去。后十年访之，已物故矣。遂作此操以写其哀思云。”琴曲的作者借用其题材，表达对知音好友的悼念之情。

## 琴歌歌詞

### 《西麓堂琴统》
1. 昔年倚棹淸江頭，與君邂逅情綢繆，豈料而今到江上，不見知音空自愁，傷心復傷心，江漢爲我生愁陰，含情不忍委壘墓，酹酒淋漓空滿斟。
2. 別來各處天一方，淸江月夜情難忘，重來訪君君物故，令人鬱抑心徬徨，子期子期子期兮，聽我琴中也睨睨語調高，曲怨聲呼號，只爲思君淚如雨。
3. 思君苦兮情如癡，琴聲切切相凄其，相凄其，心轉悲，舉世知音更有誰，知音更有誰。

### 《风宣玄品》
長記去年春，江上相逢君。今日到江濵，不見知音空見墳。傷心傷心復傷心，傷心不忍淚如傾，江漢爲我生愁雲，一盃綠蟻奠芳草。泉下悠悠聞不聞。從此少知音。嘆人生再會難。